# Boduszyn
Boduszyn – wieś w Polsce położona w województwie lubelskim, w powiecie lubelskim, w gminie Niemce.
W latach 1975–1998 miejscowość położona była w województwie lubelskim.
Wieś stanowi sołectwo gminiy Niemce. Według Narodowego Spisu Powszechnego z roku 2011 wieś liczyła 179 mieszkańców.
We wsi znajduje się dwór murowany, zbudowany w 1903 przez jej właściciela St. Boduszyńskiego według projektu W. Sienickiego. Budynek jest parterowy, założony na planie wydłużonego prostokąta, z filarowym gankiem zwieńczonym trójkątnym szczytem. Dwór wraz z otaczającym go parkiem wpisany jest do rejestru zabytków Narodowego Instytutu Dziedzictwa (nr rej.: A/916 z 21.10.1985). 
Wierni Kościoła rzymskokatolickiego należą do parafii św. Ignacego Loyoli i św. Piotra i Pawła w Niemcach.